# Depositum fidei
Der lateinische Begriff depositum fidei bezeichnet im Katholizismus das Glaubensgut, die „Glaubenshinterlage“. Damit ist in erster Linie der vollständige Lehrgehalt der christlichen Offenbarung gemeint, so wie er, nach katholischer Auffassung, durch die apostolische Tradition durch die Kirche weitergegeben wird.
Im weiteren Sinn gehört außer der Glaubensunterweisung, der lex credendi, auch die lex orandi zum Depositum; also das Gesetz des Betens, da auch im liturgischen Leben der Kirche der Glaubenssinn voll enthalten ist, insbesondere in der Feier der Sakramente. Zum Depositum zählt ferner das Bewusstsein von der Kirche selbst, dass sie die strukturierte, sichtbare Präsenz Christi, ihres Gründers, in der Zeit ist.
Der Begriff des Depositum fidei steht nicht im Gegensatz zur Autorität der Bibel, da diese, nach katholischem Verständnis, der lebendigen Erschließung durch die Weggemeinschaft der Kirche bedarf, also nicht autonom, außerhalb der Glaubensgemeinschaft, zur Geltung gebracht werden kann.

## Quelle
- II. Vatikanum, Konstitution Dei verbum, 1965.